# جغدهای عینکی
جغدهای عینکی (نام علمی: Pulsatrix) یک سرده جغد از خانواده جغدان راستین است. آنها را به دلیل طرح برجسته صورتشان جغد عینکی می‌نامند. این سرده شامل گونه‌های زیر است:
- جغد عینکی، Pulsatrix perspicillata
- جغد ابروقهوه‌ای، Pulsatrix koeniswaldiana
- جغد شکم‌نواری، Pulsatrix melanota

Pulsatrix arredondoi یک گونه فسیلی از اواخر پلیستوسن در Cueva de Paredones، کوبا است.